# Nitrophoska
Nitrophoska ist der Markenname des weltweit ersten homogenen Volldüngers, der 1927 von der BASF auf den Markt gebracht wurde. In Russland und einigen Ländern der früheren Sowjetunion steht Nitrophoska auch synonym für die ganze Produktklasse.
Der Name leitet sich von den drei Hauptbestandteilen Stickstoff (lat. Nitrogenium), Phosphat und Kalium her. Daneben enthalten viele Nitrophoska-Sorten heute auch Schwefel und Magnesium sowie weitere Spurennährstoffe.
Bis zur Einführung von Nitrophoska wurden Mehrnährstoffdünger durch mechanisches Mischen von Einzeldüngern, z. B. Superphosphat, Ammoniumsulfat und Kaliumchlorid, hergestellt. Solche Mischdünger neigen jedoch zum Entmischen und lassen sich kaum gleichmäßig streuen. Da in Nitrophoska die Nährstoffe auch chemische Verbindungen eingehen, sind Entmischungen ausgeschlossen, und es lassen sich höhere Nährstoffgehalte erzielen. Die gleichen Nährstoffmengen können mit weniger Ware transportiert, gelagert und in einem Arbeitsgang ausgebracht werden.

## Herstellung
Nitrophoska wird nach dem (auch Odda-Verfahren genannten) Nitrophosphatprozess hergestellt. Dabei wird das nicht pflanzenverfügbare Rohphosphat mit Salpetersäure aufgeschlossen (Gleichung 1).
(1) Ca5(PO4)3F + 10 HNO3 → 3 H3PO4 + 5 Ca(NO3)2 + HF↑
Durch starkes Abkühlen kristallisiert Calciumnitrat aus und wird mit Zentrifugen teilweise abgetrennt. Die phosphorsäurereiche Lösung wird neutralisiert (Gleichung 2).
(2) 3 H3PO4 + 2 Ca(NO3)2 + 5 NH3 → 2 CaHPO4 + (NH4)H2PO4 + 4 NH4NO3
Anschließend wird die neutrale Lösung durch Zugabe von Stickstoff- und Kalisalzen auf die gewünschten Nährstoffgehalte eingestellt und granuliert. Die zugefügten Salze lösen sich vor der Granulation in der Maische, wodurch ein homogenes Produkt entsteht. Das abgetrennte Calciumnitrat wird nach Zugabe von Kohlendioxid zu dem Stickstoffeinzeldünger Kalkammonsalpeter weiterverarbeitet. Im Gegensatz zu anderen Verfahren fallen beim Nitrophosphatprozess keine Abfallstoffe wie z. B. Gips an.